# Robert Eberan von Eberhorst
Robert Eberan von Eberhorst (* 4. April 1902 in Wien; † 14. März 1982 ebenda; auch: von Eberan-Eberhorst) war ein österreichischer Konstrukteur, maßgeblich beteiligt am Bau der Grand-Prix-Rennwagen der Auto Union AG vor dem Zweiten Weltkrieg.

## Leben
Nach Schule und Studium an der TH Wien arbeitete Eberan von Eberhorst von 1922 bis 1924 als Volontär bei Puch in Graz. 1924 wechselte er zu den Elite-Werken in Brand-Erbisdorf in Sachsen. Während dieser Jahre war er im Motorsport aktiv. Als 20-Jähriger fuhr er seinen ersten Wettbewerb mit einem Automobil, einem Baja, wechselte danach aber zum Motorrad und nahm unter anderem an den Alpenfahrten 1925 erfolgreich teil. Überliefert sind seine akrobatischen Übungen, die er auf dem Sattel des Motorrades stehend auf öffentlicher Straße vollführte. 1927 ging er zurück nach Wien, wo er für zwei Jahre als selbstständiger Fahrlehrer arbeitete.
1928 trat er für fünf Jahre eine Stelle als Assistent am Institut für Kraftfahrwesen der Technischen Hochschule Dresden an. Seine Aufgaben waren unter anderem: Untersuchungen des Massenausgleichs und der Auswuchtung von rotierenden Körpern sowie von Schwingungserscheinungen an Fahrgestellen.

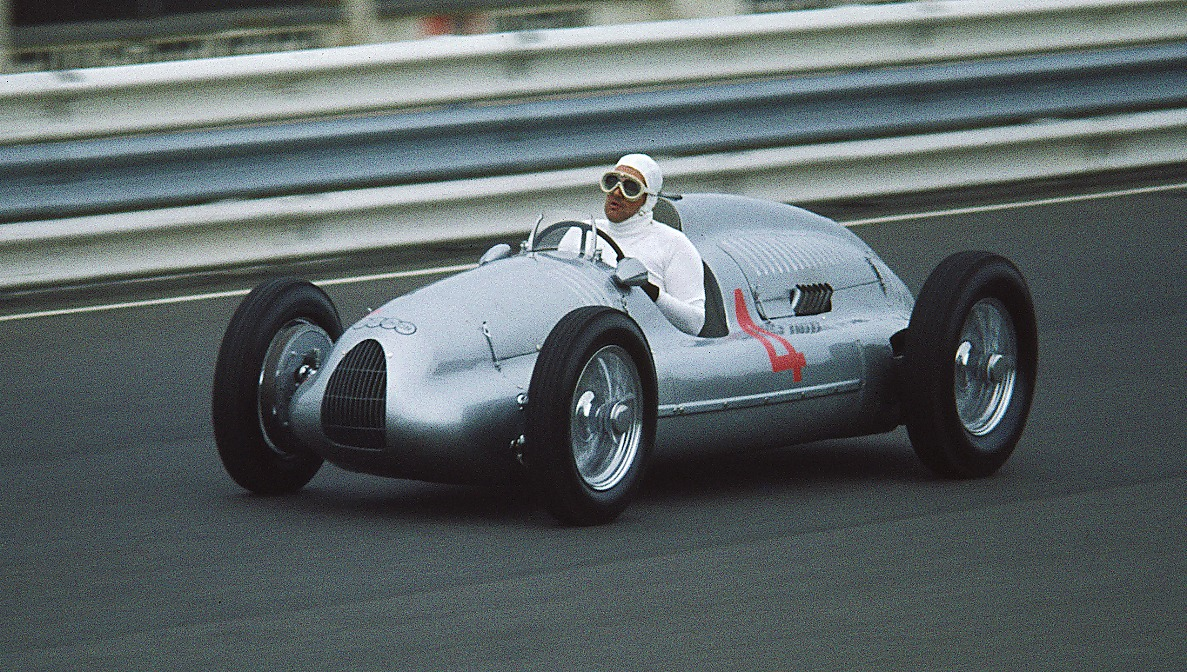
Auto Union Typ D, konstruiert von Robert Eberan von Eberhorst

Ab 1. Juni 1933 war Eberan von Eberhorst Versuchsingenieur der Auto Union AG in Chemnitz und ab 1. Juli 1937 Leiter der Auto-Union-Rennabteilung in Zwickau. Nach Ferdinand Porsches Ausscheiden als Kooperationspartner konstruierte er maßgeblich den 3-Liter-Zwölfzylinder-Rennwagen, den Auto-Union-Rennwagen Typ D (1938/39).
1940 promovierte Eberan von Eberhorst über die „Füllung des Ladermotors“ und wurde 1941 Ordentlicher Professor an der Technischen Hochschule Dresden am Lehrstuhl für Kraftfahrwesen und Leichtmotorenkunde. Er war Mitglied der Panzerkommission. Bis Anfang 1945 war er leitend im Forschungskreis „Verbrauchssenkung“ der Kraftfahrzeugkommission tätig.
Bei Porsche war er 1947 an der Entwicklung des Cisitalia-Rennwagens Tipo 360 beteiligt. 1949 ging Eberan von Eberhorst nach England und war zunächst Chefingenieur bei English Racing Automobiles (ERA) und danach bei Aston Martin.
Von 1953 bis 1956 war Eberan von Eberhorst Geschäftsführer der Auto Union GmbH für den Bereich der technischen Entwicklung. Darüber hinaus war er vom Oktober 1958 bis Juni 1959 Präsident der Obersten Nationalen Sportkommission für den Automobilsport in Deutschland.
In den letzten neun Jahren seines Berufslebens arbeitete Eberan von Eberhorst ab 1956 wissenschaftlich am Battelle-Institut in Frankfurt am Main und ab 1960 an der Technischen Universität in Wien als Leiter des Instituts für Verbrennungskraftmaschinen und Kraftfahrwesen.
Er wurde am Wiener Zentralfriedhof bestattet.